# Bum Bum Paticumbum Prugurundum

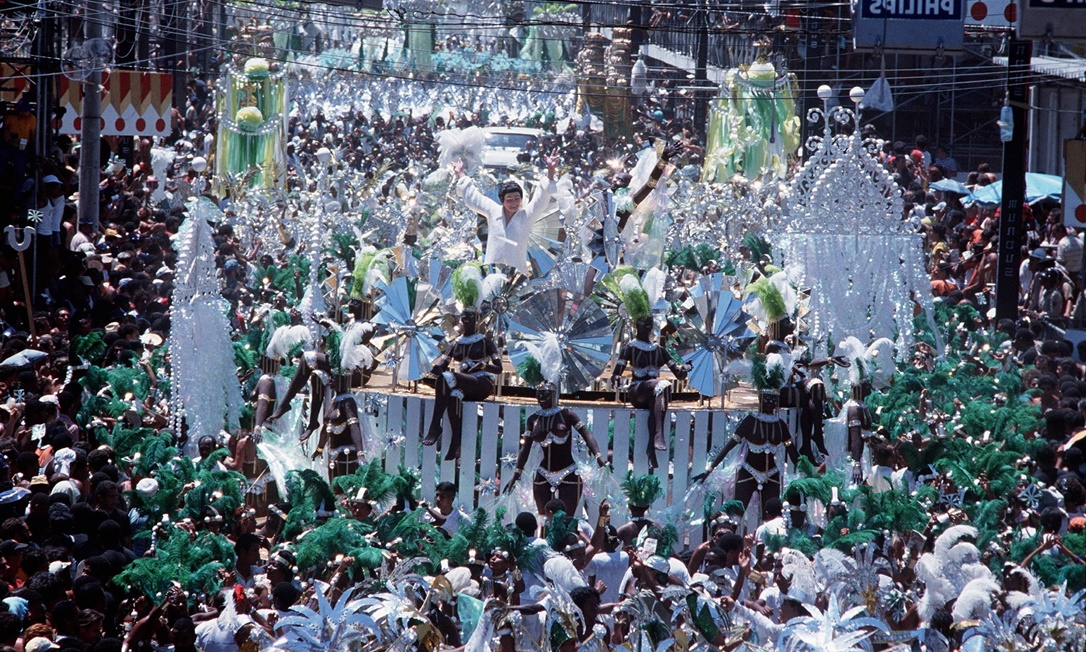

Bum Bum Paticumbum Prugurundum foi o enredo apresentado pelo Império Serrano no desfile das escolas de samba do Rio de Janeiro de 1982. A escola, a 12ª a desfilar no dia 21 de fevereiro, foi campeã do Grupo Especial (então Grupo 1A) pela nona e última vez. 

## Enredo
Fernando Pamplona propôs o enredo a partir de uma entrevista de Ismael Silva sobre as origens do samba carioca. Ao explicar a diferença entre o maxixe de Donga e João da Baiana e o samba do Estácio, de Bide e Rubens Barcelos, o sambista recorreu a duas onomatopéias: "O samba era assim: tan tantan, tan, tantan. Aí, a gente começou a fazer um samba assim: bum bum paticumbum prugurundum".
No entanto, Pamplona não assumiu a função de carnavalesco, deixando a elaboração do desfile a cargo de duas discípulas: Rosa Magalhães e Lícia Lacerda. Elas apresentaram uma concepção, a partir de um livro de Marília Barboza, que dividia a história do carnaval em três fases, conforme os locais onde era realizados os desfiles. A primeira era a da Praça Onze, ou Fase Autêntica; a segunda, a da Candelária, ou Fase da Interação; e por fim, a Marquês de Sapucaí, das Superescolas de Samba S.A..
O enredo apresentou, assim, uma crítica à espetacularização do carnaval, que na visão de Rosa e Lícia acabava descaracterizando as escolas de samba e desprezando o papel do sambista. Com poucos recursos, Rosa e Lícia usaram uma sala na própria quadra da escola para costurar as fantasias. As alegorias foram esculpidas por Yarema Ostrog num galpão da Comlurb.

## Desfile
O desfile começou às 10h35, com sol forte e temperatura de 37 graus. Alguns componentes passaram mal por causa do calor e tiveram que ser levados por duas ambulâncias, que cruzaram a pista.
Apesar dos problemas, o samba, que vinha fazendo sucesso nas rádios, contagiou o público, que cantou junto com a escola e invadiu a passarela ao fim do desfile, que terminou quase ao meio-dia.

## Samba-enredo
O samba foi composto por Beto Sem Braço e Aluízio Machado. A letra versa sobre as alegrias do carnaval, sua formação e evolução na avenida. O intérprete foi Quinzinho do Império. 
Dudu Nobre regravou o samba no seu álbum Os Mais Belos Sambas-Enredo de Todos os Tempos, de 2007. Roberto Ribeiro também gravou o samba.

## Resultado
Na apuração, o Império Serrano ficou em primeiro lugar, somando 187 pontos, dois a mais que a vice-campeã Portela. A Imperatriz Leopoldinense fez 189 pontos, mas foi punida com a perda de 6 pontos por usar destaques sobre carros alegóricos, o que era proibido pelo regulamento daquele ano, e terminou em terceiro.

## Ficha técnica
- Enredo: Fernando Pamplona
- Carnavalescas: Rosa Magalhães e Lícia Lacerda
- Presidente: Jamil Salomão Maruff (Jamil Cheiroso)
- Direção de harmonia: Antônio dos Santos (Mestre Fuleiro)
- Contingente: 2.500 componentes
- Direção de bateria: Natalino
- Ritmistas: 270
- 1º casal de mestre-sala e porta-bandeira: Maria e Sérgio Jamelão[11]